# Sapér

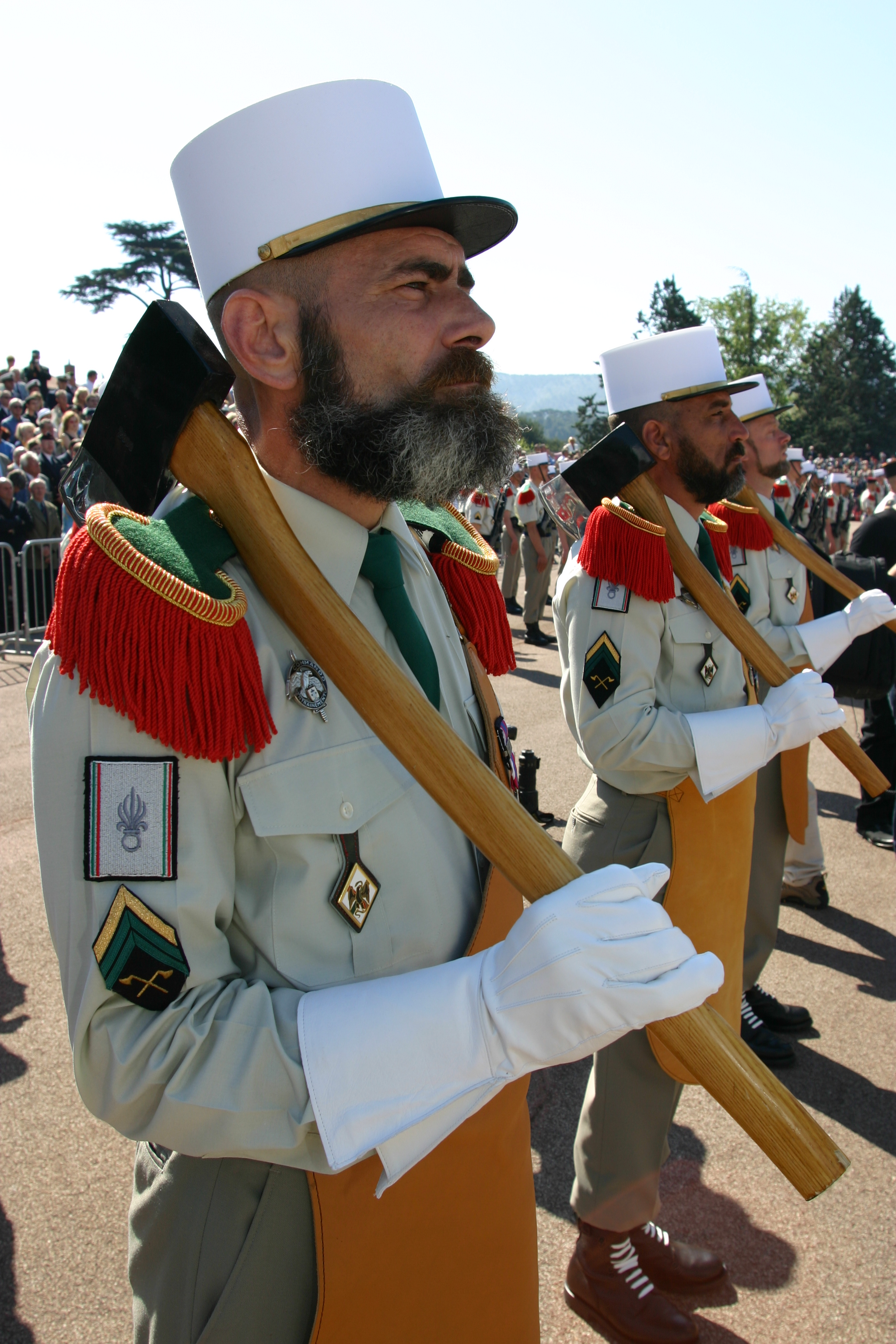
Sapéři francouzské Cizinecké legie v tradiční uniformě

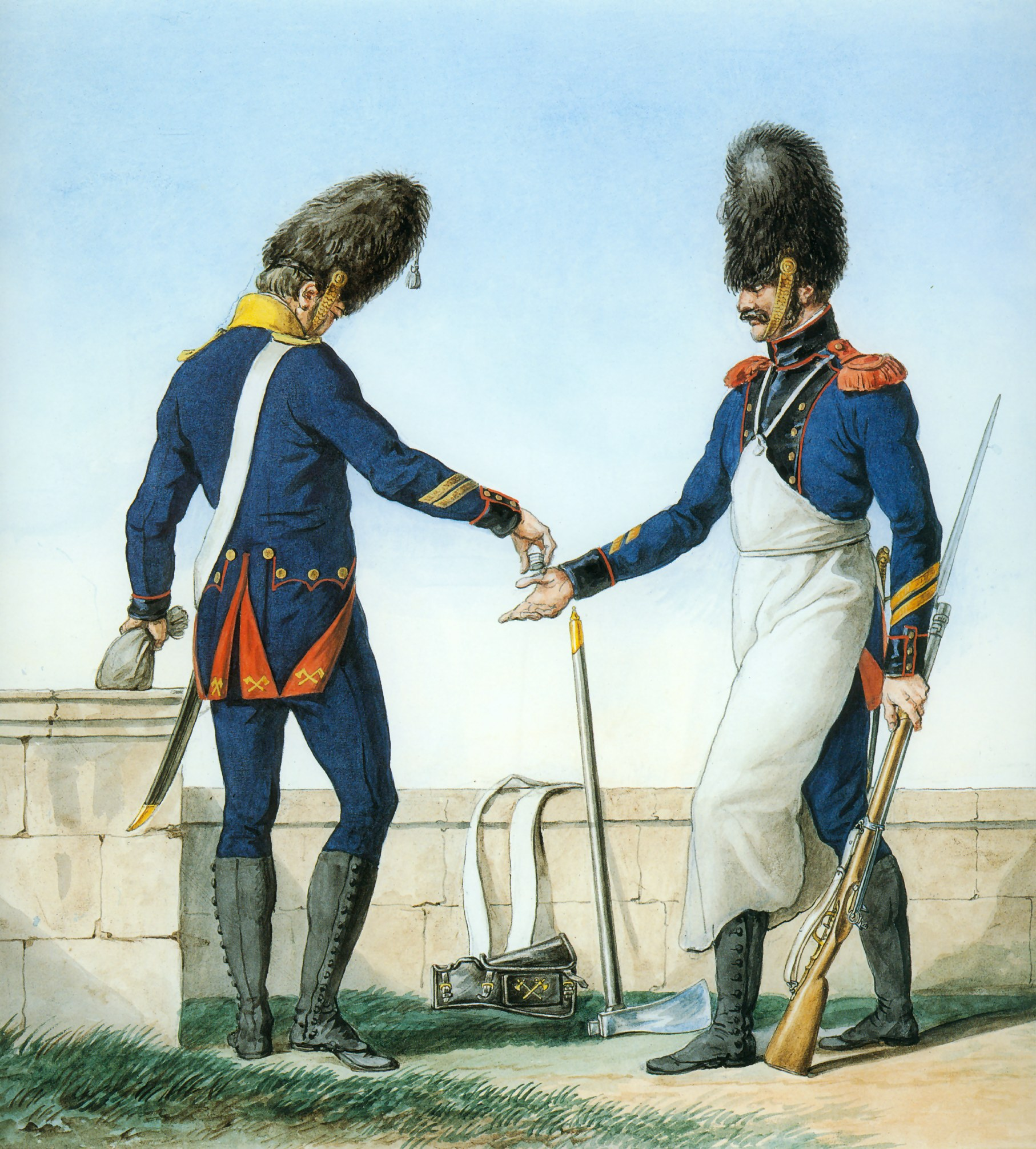
Francouzští sapéři z počátku 19. století

Sapér (z franc. sapeur, od saper, podkopávat; též zákopník či průkopník) je starší označení pro ženistu, příslušníka ženijního vojska, který připravuje cesty a odstraňuje překážky, buduje zákopy a opevnění.

## Historie

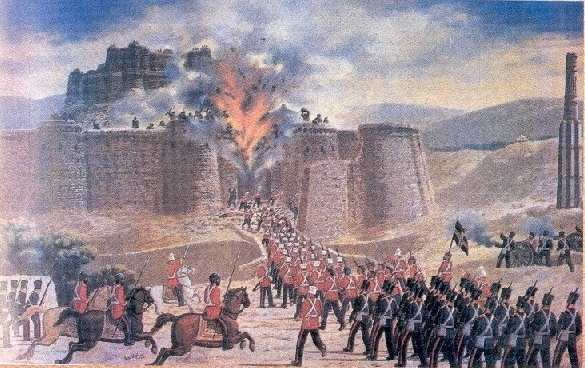
Dobytí pevnosti Ghazni v Afghánistánu Bombajskými sapéry (1839)

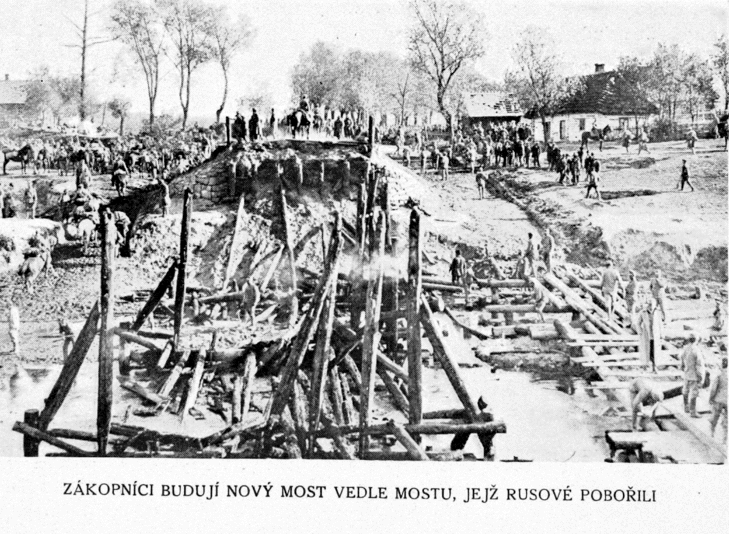
Rakousko-uherští zákopníci na ruské frontě (Zlatá Praha 1915)

Sapéři nebo také průkopníci čili pionýři byli vojáci, kteří před postupujícím vojskem odstraňovali překážky a zátarasy, kopali zákopy, stavěli mosty a podkopávali nepřátelská opevnění, zejména při obléhání. Jejich hlavní výzbrojí byla dlouhá sekera, která sloužila také jako zbraň. Po zavedení střelného prachu připravovali také podkopy, aby se nepřátelská opevnění dala vyhodit do vzduchu.
Samostatné sapérské jednotky zavedl do armády Napoleon a převzaly je pak i další armády. Německá armáda je označovala jako pionýry, jinde převládlo označení sapér. Tradici sapérů s dlouhými sekyrami a vousy uchovává Francouzská cizinecká legie a označení sapeur se ve Francii užívá i ve spojení s hasiči (sapeurs-pompiers).
S rostoucí složitostí vojenské i stavební techniky nahradily ve 20. století sapérské sekery stavební stroje, jeřáby a pontony, takže sapéra nahradil vojenský inženýr, technik a ženista.